# Lista de satélites da Intelsat
Esta é uma lista de satélites operados pela Intelsat, Ltd..

## Satélites
| Satélite | Fabricante                         | Lançamento (UTC) | Foguete | Local do lançamento | Posição | Estado | Fora de serviço | Observações |
| --- | ---------------------------------- | --- | --- | --- | --- | --- | --- | --- |
| Série principal Primeira geração [ 2 ]                                                                                        |                                    | | | | | | | |
| Intelsat I F-1 | Hughes                             | 06-04-1965 23:47:50 | Delta D | Canaveral LC-17A | 28°W | Retirado | | Ele foi o primeiro satélite geoestacionário comercial. |
| Intelsat I F-2 | Não foi lançado                    | Não foi lançado | Não foi lançado | Não foi lançado | Não foi lançado | Não foi lançado | Não foi lançado | O satélite foi planejado para ser lançado em órbita no início da década de 1960. O mesmo seria o segundo satélite Intelsat, mas acabou não sendo lançado. |
| Segunda geração [ 3 ] |                                    | | | | | | | |
| Intelsat II F-1 | Hughes                             | 26-10-1966 23:05:00 | Delta E1 | Canaveral LC-17B | N/A | Retirado | | Lançamento fracassado. Falha do motor, quando o satélite era operado a partir da órbita de transferência. |
| Intelsat II F-2 | Hughes                             | 11-01-1967 10:55:00 | Delta E1 | Canaveral l LC-17B | | Retirado | | |
| Intelsat II F-3 | Hughes                             | 23-03-1967 01:30:12 | Delta E1 | Canaveral LC-17B | | Retirado | | |
| Intelsat II F-4 | Hughes                             | 28-09-1967 00:45:00 | Delta E1 | Canaveral LC-17B | | Retirado | | |
| Terceira geração [ 4 ] |                                    | | | | | | | |
| Intelsat III F-1 | TRW                                | 19-09-1968 00:09:00 | Delta M | Canaveral LC-17A | | Fracassou | | Lançamento fracassado. Falha de controle no Delta T+108 seconds. RSO destruído. |
| Intelsat III F-2 | TRW                                | 19-12-1968 00:32:00 | Delta M | Canaveral LC-17A | | Fracassou | | O satélite foi operado por apenas um ano e meio. |
| Intelsat III F-3 | TRW                                | 06-02-1969 00:39:00 | Delta M | Canaveral LC-17A | | Retirado | | O satélite foi operado por sete anos. |
| Intelsat III F-4 | TRW                                | 22-06-1969 02:00:00 | Delta M | Canaveral LC-17A | | Fracassou | | O satélite foi operado por apenas três anos. |
| Intelsat III F-5 | TRW                                | 26-07-1969 02:06:00 | Delta M | Canaveral LC-17A | | Fracassou | | Lançamento fracasso. Ocorreu um problema na terceira fase do lançamento. |
| Intelsat III F-6 | TRW                                | 15-01-1970 00:16:03 | Delta M | Canaveral LC-17A | | Fracassou | | O satélite foi operado por apenas dois anos. |
| Intelsat III F-7 | TRW                                | 23-04-1970 00:46:12 | Delta M | Canaveral LC-17A | | Retirado | | O satélite foi operado por 16 anos. |
| Intelsat III F-8 | TRW                                | 23-07-1970 23:23:00 | Delta M | Canaveral LC-17A | | Fracassou | | Lançamento fracassado. Apogeu do motor falhou. |
| Quarta geração Bloco 1 [ 5 ]                                                                                                  |                                    | | | | | | | |
| Intelsat IV F-1 | Hughes                             | 21-05-1975 22:04:00 | Atlas SLV-3D Centaur-D1A | Canaveral LC-36A | | Retirado | | |
| Intelsat IV F-2 | Hughes                             | 26-01-1971 00:36:03 | Atlas SLV-3C Centaur-D | Canaveral LC-36A | | Retirado | | |
| Intelsat IV F-3 | Hughes                             | 20-12-1971 01:10:04 | Atlas SLV-3C Centaur-D | Canaveral LC-36A | | Retirado | | |
| Intelsat IV F-4 | Hughes                             | 23-01-1972 00:12:04 | Atlas SLV-3C Centaur-D | Canaveral LC-36B | | Retirado | | |
| Intelsat IV F-5 | Hughes                             | 13-06-1972 21:53:04 | Atlas SLV-3C Centaur-D | Canaveral LC-36B | | Retirado | | |
| Intelsat IV F-6 | Hughes                             | 20-02-1975 23:35:00 | Atlas SLV-3D Centaur-D1A | Canaveral LC-36A | | Fracassou | | Lançamento fracassado. Mau funcionamento de conexão elétrica. |
| Intelsat IV F-7 | Hughes                             | 23-08-1973 22:57:02 | Atlas SLV-3D Centaur-D1A | Canaveral LC-36A | | Retirado | | |
| Intelsat IV F-8 | Hughes                             | 21-11-1974 23:43:59 | Atlas SLV-3D Centaur-D1A | Canaveral LC-36B | | Retirado | | |
| Bloco 2 [ 6 ] |                                    | | | | | | | |
| Intelsat IVA F-1 | Hughes                             | 26-09-1975 00:17:00 | Atlas SLV-3D Centaur-D1AR | Canaveral LC-36B | | Retirado | | |
| Intelsat IVA F-2 | Hughes                             | 29-01-1976 23:56 | Atlas SLV-3D Centaur-D1AR | Canaveral LC-36B | | Retirado | | |
| Intelsat IVA F-3 | Hughes                             | 07-01-1978 00:15:00 | Atlas SLV-3D Centaur-D1AR | Canaveral LC-36B | | Retirado | | |
| Intelsat IVA F-4 | Hughes                             | 26-05-1977 21:47:01 | Atlas SLV-3D Centaur-D1AR | Canaveral LC-36A | | Retirado | | |
| Intelsat IVA F-5 | Hughes                             | 30-09-1977 01:02:59 | Atlas SLV-3D Centaur-D1AR | Canaveral LC-36A | | Fracassou | | Lançamento fracassado. Um vazamento de gás causou um incêndio no compartimento do motor do Atlas, levando à perda do controle. |
| Intelsat IVA F-6 | Hughes                             | 31-03-1978 23:36:01 | Atlas SLV-3D Centaur-D1AR | Canaveral LC-36B | | Retirado | | |
| Quinta geração Bloco 1 [ 7 ]                                                                                                  |                                    | | | | | | | |
| Intelsat 501 | Ford Aerospace                     | 23-05-1981 22:42 | Atlas SLV-3D Centaur-D1AR | Canaveral LC-36B | | Retirado | 02-1997 | |
| Intelsat 502 | Ford Aerospace                     | 06-12-1980 23:31 | Atlas SLV-3D Centaur-D1AR | Canaveral LC-36B | | Retirado | 14-04-1998 | |
| Intelsat 503 | Ford Aerospace                     | 15-12-1981 23:35 | Atlas SLV-3D Centaur-D1AR | Canaveral LC-36B | | Retirado | 01-1998 | |
| Intelsat 504 | Ford Aerospace                     | 05-03-1982 00:23 | Atlas SLV-3D Centaur-D1AR | Canaveral LC-36A | | Retirado | 11-1995 | |
| Intelsat 505 | Ford Aerospace                     | 28-09-1982 23:17 | Atlas SLV-3D Centaur-D1AR | Canaveral LC-36B | | Retirado | 08-1999 | |
| Intelsat 506 | Ford Aerospace                     | 19-05-1983 22:26 | Atlas SLV-3D Centaur-D1AR | Canaveral LC-36A | | Retirado | 07-1998 | |
| Intelsat 507 | Ford Aerospace                     | 19-10-1983 00:45:36 | Ariane 1 | Kourou ELA-1 | | Retirado | 08-1996 | |
| Intelsat 508 | Ford Aerospace                     | 05-03-1984 00:50:03 | Ariane 1 | Kourou ELA-1 | | Retirado | | |
| Intelsat 509 | Ford Aerospace                     | 09-06-1984 23:03 | Atlas G Centaur-D1AR | Canaveral LC-36B | | Fracassou | | Lançamento fracassado. Centaur se separou em órbita, o que tornou impossível para o satélite atingir sua altitude pretendida. |
| Bloco 2 [ 8 ] |                                    | | | | | | | |
| Intelsat 510 | Ford Aerospace                     | 22-03-1985 23:55 | Atlas G Centaur-D1AR | Canaveral LC-36B | | Retirado | 07-1999 | |
| Intelsat 511 | Ford Aerospace                     | 30-06-1985 00:44 | Atlas G Centaur-D1AR | Canaveral LC-36B | | Retirado | 08-2003 | |
| Intelsat 512 | Ford Aerospace                     | 28-09-1985 23:17 | Atlas G Centaur-D1AR | Canaveral LC-36B | | Retirado | 07-1998 | |
| Intelsat 513 | Ford Aerospace                     | 17-05-1988 23:58:00 | Ariane 2 | Kourou ELA-1 | | Vendido | | O satélite foi vendido para a New Skies e renomeado para NSS-513. O mesmo foi retirado de serviço julho de 2003. |
| Intelsat 514 | Ford Aerospace                     | 31-05-1986 00:53:03 | Ariane 2 | Kourou ELA-1 | | Fracassou | | Falha na terceira fase do lançamento. |
| Intelsat 515 | Ford Aerospace                     | 27-01-1989 01:21:00 | Ariane 2 | Kourou ELA-1 | | Vendido | | O satélite foi vendido para a Columbia Communications Corporation e renomeado para Columbia 515. O mesmo foi retirado de serviço novembro de 2002. |
| Sexta geração |                                    | | | | | | | |
| Intelsat 601 | Hughes                             | 29-10-1991 23:08:08 | Ariane 44L | Kourou ELA-2 | | Vendido | 10-2007 | O satélite foi vendido para a Europe*Star, o mesmo foi desativado em outubro de 2011. |
| Intelsat 602 | Hughes                             | 17-10-1989 23:05:00 | Ariane 44L | Kourou ELA-2 | | Retirado | 07-2012 | |
| Intelsat 603 | Hughes                             | 14-03-1990 11:52 | Commercial Titan III | Canaveral LC-40 | | Retirado | 01-2013 | Lançamento fracassado. A órbita pretendida não foi atingida. O Intelsat 603 foi recupera e recolocado no espaço pelo ônibus espacial Endeavour na missão STS-49, em 07 de maio de 1992. |
| Intelsat 604 | Hughes                             | 23-06-1990 11:19 | Commercial Titan III | Canaveral LC-40 | | Retirado | 06-04-2006 | |
| Intelsat 605 | Hughes                             | 14-08-1991 23:15:13 | Ariane 44L | Kourou ELA-2 | | Retirado | 01-2009 | |
| Sétima geração |                                    | | | | | | | |
| Intelsat 701 | Space Systems/Loral                | 22-10-1993 06:46:00 | Ariane 44LP | Kourou ELA-2 | | Ativo | | |
| Intelsat 702 | Space Systems/Loral                | 17-06-1994 07:07:19 | Ariane 44LP | Kourou ELA-2 | | Ativo | | |
| Intelsat 703 | Space Systems/Loral                | 06-10-1994 06:35:02 | Atlas IIAS | Canaveral LC-36B | | Vendido | | O satélite foi vendido para a New Skies e renomeado para NSS-703. |
| Intelsat 704 | Space Systems/Loral                | 10-01-1995 06:18 | Atlas IIAS | Canaveral LC-36B | | Retirado | 5-2009 | |
| Intelsat 705 | Space Systems/Loral                | 22-03-1995 06:18 | Atlas IIAS | Canaveral LC-36B | | Retirado | 01-2011 | |
| Intelsat 706 | Space Systems/Loral                | 17-05-1995 06:34:00 | Ariane 44LP | Kourou ELA-2 | | Retirado | 11-2014 | |
| Intelsat 707 | Space Systems/Loral                | 14-03-1996 07:11:01 | Ariane 44LP | Kourou ELA-2 | | Retirado | 01-2011 | |
| Intelsat 708 | Space Systems/Loral                | 14-02-1996 19:01 | Longa Marcha 3B | Xichang LA-2 | | Fracassou | | Lançamento fracassado. O foguete saiu de controle dois segundos após ser lançamento. |
| Intelsat 709 | Space Systems/Loral                | 15-06-1996 06:55:09 | Ariane 44LP | Kourou ELA-2 | | Retirado | 02-2013 | |
| Oitava geração |                                    | | | | | | | |
| Intelsat 801 | Lockheed Martin                    | 01-03-1997 01:07:42 | Ariane 44P | Kourou ELA-2 | 29,5° W | Retirado | 10-2013 | |
| Intelsat 802 | Lockheed Martin                    | 25-06-1997 23:44:00 | Ariane 44P | Kourou ELA-2 | 33° E | Retirado | 10-2010 | |
| Intelsat 803 | Lockheed Martin                    | 23-09-1997 23:58 | Ariane 42L | Kourou ELA-2 | 50,5° E | Vendido | | O satélite foi vendido para a New Skies renomeado para NSS-803, e depois para NSS-5. |
| Intelsat 804 | Lockheed Martin                    | 22-12-1997 00:16 | Ariane 42L | Kourou ELA-2 | | Fracassou | 15-01-2005 | O satélite parou de funcionar após falhar em 15 de janeiro de 2005. |
| Intelsat 805 | Lockheed Martin                    | 18-06-1998 22:48 | Atlas IIAS | Canaveral SLC-36A | 55,5° W | Ativo | | |
| Intelsat 806 | Lockheed Martin                    | 28-02-1998 00:21 | Atlas IIAS | Canaveral SLC-36B | 40,5° W | Vendido | | O satélite foi vendido para a New Skies e renomeado para NSS-806. |
| Nona geração |                                    | | | | | | | |
| Intelsat 901 | Space Systems/Loral                | 09-06-2001 06:46 | Ariane 44L | Kourou ELA-2 | 18° W | Ativo | | |
| Intelsat 902 | Space Systems/Loral                | 30-08-2001 06:46 | Ariane 44L | Kourou ELA-2 | 62° E | Ativo | | |
| Intelsat 903 | Space Systems/Loral                | 30-03-2002 17:25:00 | Proton-K/Bloco DM3 | Baikonur Site 81/23 | 34,5° W | Ativo | | |
| Intelsat 904 | Space Systems/Loral                | 23-02-2002 06:59 | Ariane 44L | Kourou ELA-2 | 60° W | Ativo | | |
| Intelsat 905 | Space Systems/Loral                | 05-06-2002 06:44 | Ariane 44L | Kourou ELA-2 | 24,5° W | Ativo | | |
| Intelsat 906 | Space Systems/Loral                | 06-09-2002 06:44 | Ariane 44L | Kourou ELA-2 | 64° W | Ativo | | |
| Intelsat 907 | Space Systems/Loral                | 15-02-2003 07:00 | Ariane 44L | Kourou ELA-2 | 27,5° W | Ativo | | |
| Décima geração |                                    | | | | | | | |
| Intelsat 10-01 | Não foi lançado.                   | Não foi lançado. | Não foi lançado. | Não foi lançado. | Não foi lançado. | Não foi lançado. | Não foi lançado. | Não foi lançado. |
| Intelsat 10-02 | Astrium                            | 16-06-2004 22:27:00 | Proton-M/Briz-M | Baikonur Site 200/39 | 1° W | Ativo | | |
| Mais satélites |                                    | | | | | | | |
| Intelsat 1R | Hughes                             | 16-11-2000 01:07:07 | Ariane 44LP | Kourou ELA-2 | 50° W | Ativo | | Ex-PAS-1R da PanAmSat. |
| Intelsat 1W | Thales Alenia Space                | 29-10-2009 20:00 | Ariane 5ECA | Kourou ELA-3 | 1° W | Ativo | | O Intelsat 1W é como a Intelsat denomina os 10 transponders em banda Ku do satélite Thor 6 comercializados pela mesma. |
| Intelsat 2 | Hughes                             | 08-07-1994 23:05:32 | Ariane 44L | Kourou ELA-2 | 169° E | Retirado | | Ex-PAS-2 da PanAmSat. |
| Intelsat 3R | Hughes                             | 12-01-1996 23:10:00 | Ariane 44L | Kourou ELA-2 | 81° W | Retirado | | Ex-PAS-3R da PanAmSat. |
| Intelsat 4 | Hughes                             | 03-08-1996 22:58:00 | Ariane 42L | Kourou ELA-2 | 72° E | Retirado | | Ex-PAS-4 da PanAmSat. |
| Intelsat 5 | Hughes                             | 28-08-1997 00:33:30 | Proton-K/Bloco DM3 | Baikonur Site 81/23 | 157° E | Alugado | | Ex-PAS-5 da PanAmSat, alugado para a Arabsat como Arabsat 2C e Badr-C. A degradação da bateria deixou a sua capacidade reduzida em mais de 50%. |
| Intelsat 6B | Hughes                             | 22-12-1998 01:08 | Ariane 42L | Kourou ELA-2 | | Retirado | | Ex-PAS-6 da PanAmSat, XIPS falhou em 2003. |
| Intelsat 7 | Space Systems/Loral                | 16-09-1998 06:31 | Ariane 44LP | Kourou ELA-2 | 18,18° W | Ativo | | Ex-PAS-7 da PanAmSat, o satélite apresentou uma anomalia no sistema de energia. |
| Intelsat 8 | Space Systems/Loral                | 04-11-1998 05:12:00 | Proton-K/Bloco DM3 | Baikonur Site 81/23 | 169° E | Ativo | | Ex-PAS-8 da PanAmSat. |
| Intelsat 9 | Hughes                             | 28-07-2000 22:42:00 | Zenit-3SL | Odyssey | 43.1° W | Ativo | | Ex-PAS-9 da PanAmSat. |
| Intelsat 10 | Hughes                             | 15-05-2001 01:11:30 | Proton-K/Bloco DM3 | Baikonur Site 81/23 | 47° E | Ativo | | Ex-PAS-10 da PanAmSat. |
| Intelsat 11 | Orbital Sciences                   | 05-10-2007 22:02 | Ariane 5GS | Kourou ELA-3 | 43° W | Ativo | | Ex-PAS-11 da PanAmSat. |
| Intelsat 12 | Alcatel Space/ Space Systems/Loral | 29-10-2000 05:59 | Ariane 44LP | Kourou ELA-2 | 45° E | Ativo | | Ex-Europe*Star 1 ou Loral Skynet, PAS-12 da PanAmSat. |
| Intelsat 14 | Space Systems/Loral                | 23-11-2009 06:55 | Atlas V 431 | Canaveral SLC-41 | 45° W | Ativo | | |
| Intelsat 15 | Orbital Sciences                   | 30-11-2009 21:00:00 | Zenit-3SLB | Baikonur Site 45/1 | 85° E | Ativo | | 5 transponders do satélite pertencem a SKY Perfect JSAT Corporation e são comercializados sob designação JCSAT-85. |
| Intelsat 16 | Orbital Sciences                   | 12-02-2010 00:39 | Proton-M/Briz-M | Baikonur Site 200/39 | 58.1° W | Ativo | | Ex-PAS-11R da PanAmSat |
| Intelsat 17 | Space Systems/Loral                | 26-11-2010 19:39 | Ariane 5ECA | Kourou ELA-3 | 66° E | Ativo | | |
| Intelsat 18 | Orbital Sciences                   | 05-10-2011 21:00 | Zenit-3SLB | Baikonur | 180° E | Ativo | | |
| Intelsat 19 | Space Systems/Loral                | 01-06-2012 05:22 | Zenit-3SL | Odyssey | 166° E | Ativo | | O segundo painel solar não foi possível ser implantado. |
| Intelsat 20 | Space Systems/Loral                | 02-08-2012 20:57 | Ariane 5ECA | Kourou ELA-3 | 68.5° E | Ativo | | |
| Intelsat 21 | Boeing                             | 19-08-2012 06:54:59 | Zenit-3SL | Odyssey | 58° W | Ativo | | |
| Intelsat 22 | Boeing                             | 25-03-2012 12:10:32 | Proton-M/Briz-M | Baikonur | 72° E | Ativo | | |
| Intelsat 23 | Orbital Sciences                   | 14-10-2012 08:37:00 | Proton-M/Briz-M | Baikonur | 53° W | Ativo | | |
| Intelsat 24 | Israel Aerospace                   | 16-05-1996 01:56:29 | Ariane 44L | Kourou ELA-2 | 47.3° E | Ativo | | Ex-AMOS-1 da Spacecom, adquirido pela Intelsat em 2009. |
| Intelsat 25 | Space Systems/Loral                | 07-07-2008 21:47 | Ariane 5ECA | Kourou ELA-3 | 31.5° W | Ativo | | Ex-ProtoStar 1 da ProtoStar, adquirido em outubro de 2009. |
| Intelsat 26 | Space Systems/Loral                | 12-02-1997 21:00 | Atlas IIA | Canaveral LC-36B | 62,6° E | Ativo | | Ex-JCSAT-4 (JCSat-R) da JSAT, adquirido em 2009, arrendado à Turksat. |
| Intelsat 27 | Boeing                             | 01-02-2013 06:56 | Zenit-3SL | Odyssey | | Fracassou | | Lançamento fracassado. Após 40 segundos da decolagem, o foguete Zenit-3SL que levava o Intelsat 27, teve seus motores desligados pela Sea Launch, pois, o mesmo não estava indo na direção correta e o satélite caiu no Oceano Pacífico. As causas da falha do lançamento ainda estão sob investigações. |
| Intelsat 28 | Space Systems/Loral                | 22-04-2011 21:37 | Ariane 5 ECA | Kourou ELA-3 | 32,8° E | Ativo | | Também conhecido por New Dawn. A primeira tentativa de lançamento foi abortada em 30 de março de 2011 Após o lançamento ser adiado, o satélite foi lançado no dia 22 de abril de 2011. |
| Intelsat 29e | Boeing                             | 27-01-2016 23:20 | Ariane 5 ECA | Kourou ELA-3 | 50° W | Ativo | | |
| Intelsat 30 | Space Systems/Loral                | 16-10-2014 21:43 | Ariane 5 ECA | Kourou ELA-3 | 95,1° W | Ativo | | Também conhecido por DLA 1 e ISDLA 1. Este satélite é operado em conjunto pela Intelsat e DirecTV. |
| Intelsat 31 | Space Systems/Loral                | 09-06-2016 07:10 | Proton-M/Briz-M | Baikonur LC-81/24 | 43° W | Ativo | | Também conhecido por DLA 2 e ISDLA 2. Este satélite é operado em conjunto pela Intelsat e DirecTV. |
| Intelsat 32e | Airbus Defence and Space           | 14-02-2017 21:39 | Ariane 5 ECA | Kourou ELA-3 | | | | Também conhecido por SKY Brasil 1. Este satélite vai ser operado pela Intelsat para a DirecTV Latin America. |
| Intelsat 33e | Boeing                             | 24-08-2016 22:17 | Ariane 5 ECA | Kourou ELA-3 | 60° E | Desintegrou | | |
| Intelsat 34 | Space Systems/Loral                | 20-08-2015 20:34 | Ariane 5 ECA | Kourou ELA-3 | 55,5° W | Ativo | | O satélite vai ocupar a tarefa originalmente destinado para o Intelsat 27 que foi perdido durante a sua operação de lançamento. O Intelsat 34 irá substituir o Intelsat 805 e o Galaxy 11. |
| Intelsat 35e | Boeing                             | 05-07-2017 23:38 | Falcon 9 Full Thrust | Kennedy LC-39A | 34,5° W | Ativo | | |
| Intelsat 36 | Boeing                             | 24-08-2016 22:17 | Ariane 5 ECA | Kourou ELA-3 | 68,5° E | Ativo | | |
| Intelsat 37e | Boeing Satellite Systems           | 29-09-2017 21:56 | Ariane 5 ECA | Kourou ELA-3 | 18° W | Ativo | | |
| Intelsat 38 | Space Systems/Loral                | 25-09-2018 22:38 | Ariane 5 ECA | Kourou ELA-3 | 45° E | Ativo | | Também conhecido por Azerspace 2 |
| Intelsat 39 | Space Systems/Loral                | 06-08-2019 19:30 | Ariane 5 ECA | Kourou ELA-3 | 23° E | Ativo | | |
| Intelsat 40e | Maxar Technologies                 | 07-04-2023 04:30 | Falcon 9 Block 5 | Cabo Canaveral | 91° W | Ativo | | |
| Intelsat 41 | Thales Alenia Space                | Planejado para 2025 | Ariane 6A | Kourou ELA-4 | | | | Em construção |
| Intelsat 42 | Airbus Defence and Space           | Planejado para 2023 | | | | | | Em construção |
| Intelsat 43 | Airbus Defence and Space           | Planejado para 2023 | | | | | | Em construção |
| Intelsat 44 | Thales Alenia Space                | Planejado para 2025 | Ariane 6A | Kourou ELA-4 | | | | Em construção |
| Intelsat 45 | SWISSto12                          | Planejado para 2025 | | | | | | Em construção |
| Intelsat 46 | Thales Alenia Space                | 07-02-2023 01:32 | Falcon 9 Block 5 | Cabo Canaveral | 61° W | Ativo | | Também conhecido por Amazonas Nexus |
| Outros satélites Galaxy (Intelsat Americas)                                                                                   |                                    | | | | | | | |
| Galaxy 3C | Hughes                             | 15-06-2002 22:39:30 | Zenit-3SL | Odyssey | 95° W | Ativo | | Ex-PAS-9, Galaxy 13 da PanAmSat |
| Galaxy 4R | Hughes                             | 19-04-2000 00:29 | Ariane 44L | Kourou ELA-2 | | Fracassou | 04-2009 | XIPS com mau-funcionamento. |
| Galaxy 9 | Hughes                             | 24-05-1996 01:09:59 | Delta II 7925 | Canaveral LC-17B | 81° W | Retirado | | |
| Galaxy 10R | Hughes                             | 25-01-2000 01:04 | Ariane 44L | Kourou ELA-2 | | Fracassou | 06-2008 | XIPS com mau-funcionamento. |
| Galaxy 11 | Hughes                             | 22-12-1999 00:50 | Ariane 44L | Kourou ELA-2 | 55,5° E | Ativo | | Está com a potência reduzida devido a um mau-funcionamento no refletor solar. |
| Galaxy 12 | Orbital Sciences                   | 09-04-2003 22:52:19 | Ariane 5G | Kourou ELA-3 | 129° W | Ativo | | |
| Galaxy 13 |                                    | Veja Horizons 1 | Veja Horizons 1 | Veja Horizons 1 | Veja Horizons 1 | Veja Horizons 1 | Veja Horizons 1 | Veja Horizons 1 |
| Galaxy 14 | Orbital Sciences                   | 13-08-2005 23:28:26 | Soyuz-FG/Fregat | Baikonur Site 31/6 | 125° W | Ativo | | Ex-Galaxy 5R. |
| Galaxy 15 | Orbital Sciences                   | 13-10-2005 22:32 | Ariane 5GS | Kourou ELA-3 | 133° W | Ativo | | Ex-Galaxy 1RR; Transmite WAAS. O satélite em abril de 2010, ficou fora de controle. A Intelsat informou que o satélite voltou a responder os comandos em 27 de dezembro de 2010. |
| Galaxy 16 | Space Systems/Loral                | 18-06-2006 07:50 | Zenit-3SL | Odyssey | 99° W | Ativo | | |
| Galaxy 17 | Alcatel Alenia Space               | 04-05-2007 22:29 | Ariane 5ECA | Kourou ELA-3 | 91º W | Ativo | | |
| Galaxy 18 | Space Systems/Loral                | 21-05-2008 09:43 | Zenit-3SL | Odyssey | 123° W | Ativo | | |
| Galaxy 19 | Space Systems/Loral                | 24-09-2008 09:28 | Zenit-3SL | Odyssey | 97° W | Ativo | | Ex-Intelsat Americas 9. |
| Galaxy 23 | Space Systems/Loral                | 08-08-2003 03:30:55 | Zenit-3SL | Odyssey | 121° W | Ativo | | Parte do satélitte Echostar 9. Ex-Telstar 13 da Space Systems/Loral. Após ser adquirido pela Intelsat o mesmo foi inicialmente renomeado para Intelsat Americas 13. |
| Galaxy 25 | Space Systems/Loral                | 24-05-1997 17:00:00 | Proton-K/Bloco DM4 | Baikonur Site 81/23 | 93° W | Ativo | | Ex-Telstar 5 da Space Systems/Loral. Após ser adquirido pela Intelsat o mesmo foi inicialmente renomeado para Intelsat Americas 5. |
| Galaxy 26 | Space Systems/Loral                | 15-02-1999 05:12:00 | Proton-K/Bloco DM3 | Baikonur Site 81/23 | 50° E | Retirado | | Ex-Telstar 6 da Space Systems/Loral. Após ser adquirido pela Intelsat o mesmo foi inicialmente renomeado para Intelsat Americas 6. |
| Galaxy 27 | Space Systems/Loral                | 25-09-1999 06:29 | Ariane 44LP | Kourou ELA-2 | 60,1° E | Ativo | | Ex-Telstar 7 da Space Systems/Loral. Após ser adquirido pela Intelsat o mesmo foi inicialmente renomeado para Intelsat Americas 7. |
| Galaxy 28 | Space Systems/Loral                | 23-06-2005 14:03:00 | Zenit-3SL | Odyssey | 89° W | Ativo | | Ex-Telstar 8 da Space Systems/Loral. Após ser adquirido pela Intelsat o mesmo foi inicialmente renomeado para Intelsat Americas 8. |
| Galaxy 30 | Northrop Grumman                   | 15-08-2020 19:04 | Ariane 5 | Kourou ELA-3 | 125° W | Ativo | | |
| Galaxy 31 | Maxar Technologies                 | 12-11-2022 13:06 | Falcon 9 Block 5 | Cabo Canaveral SLC-40 | 121° W | Ativo | | |
| Galaxy 32 | Maxar Technologies                 | 12-11-2022 13:06 | Falcon 9 Block 5 | Cabo Canaveral SLC-40 | 91° W | Ativo | | |
| Galaxy 33 | Northrop Grumman                   | 08-10-2022 20:05 | Falcon 9 Block 5 | Cabo Canaveral SLC-40 | 133° W | Ativo | | |
| Galaxy 34 | Northrop Grumman                   | 08-10-2022 20:05 | Falcon 9 Block 5 | Cabo Canaveral SLC-40 | 129° W | Ativo | | |
| Galaxy 35 | Maxar Technologies                 | 13-12-2022 17:30 | Ariane 5 | Kourou ELA-3 | 95° W | Ativo | | |
| Galaxy 36 | Maxar Technologies                 | 13-12-2022 17:30 | Ariane 5 | Kourou ELA-3 | 89° W | Ativo | | |
| Galaxy 37 | Maxar Technologies                 | 03-08-2023 | Falcon 9 Block 5 | Cabo Canaveral SLC-40 | 127°W | Ativo | | Também conhecido como Galaxy 13R |
| Os satélites horizontes são operados pela Horizons Satellite LLC, uma subsidiária conjunta da Intelsat e da JSAT Corporation. |                                    | | | | | | | |
| Horizons 1 | Hughes                             | 01-10-2003 04:02:59 | Zenit-3SL | Odyssey | 127° W | Ativo | | Também designado de Galaxy 13. |
| Horizons 2 | Orbital Sciences                   | 21-12-2007 21:41:55 | Ariane 5GS | Kourou ELA-3 | 85° E | Ativo | | |
| Horizons 3e | Boeing Satellite Systemsg          | 25-09-2018 | Ariane 5 ECA | Kourou ELA-3 | 169° E | Ativo | | |
| O nome Intelsat APR são dados a capacidade alugada em satélites que não são de propriedade da Intelsat.                       |                                    | | | | | | | |
| Intelsat APR-1 | Aerospatiale                       | 18-07-1998 09:20 | Longa Marcha 3B | Xichang LA-2 | 110.5° E | Retirado | | Capacidade alugada do satélite Sinosat 1. |
| Intelsat APR-2 | ISRO                               | 02-04-1999 22:03 | Ariane 42P | Kourou ELA-2 | 83° E | Retirado | | Capacidade alugada do satélite INSAT-2E. |
| Intelsat APR-3 | Astrium                            | 12-05-2003 | Atlas V | | 39° E | Ativo | | Também conhecido por Hellas Sat 2, Intelsat K-TV e NSS-K-TV. |
| Intelsat K |                                    | | | | | | | |
| Intelsat K | Lockheed Martin                    | 10-06-1992 00:00 | Atlas IIA | Canaveral LC-36B | | Vendido | | O satélite foi vendido para a New Skies e renomeado para NSS-K. Ex-Satcom K4 da GE Americom. |
| Intelsat K-TV | Astrium                            | Foi cancelado. Posteriormente foi lançado como HellasSat 2. Para a New Skies o satélite é conhecido por NSS-K-TV, NSS-6, a Sinosat designava o mesmo de Sinosat-1B com transponders para locação de volta para a Intelsat como APR-3, Para a Hellas Sat como HellasSat 2 antes do lançamento em 2003. | Foi cancelado. Posteriormente foi lançado como HellasSat 2. Para a New Skies o satélite é conhecido por NSS-K-TV, NSS-6, a Sinosat designava o mesmo de Sinosat-1B com transponders para locação de volta para a Intelsat como APR-3, Para a Hellas Sat como HellasSat 2 antes do lançamento em 2003. | Foi cancelado. Posteriormente foi lançado como HellasSat 2. Para a New Skies o satélite é conhecido por NSS-K-TV, NSS-6, a Sinosat designava o mesmo de Sinosat-1B com transponders para locação de volta para a Intelsat como APR-3, Para a Hellas Sat como HellasSat 2 antes do lançamento em 2003. | Foi cancelado. Posteriormente foi lançado como HellasSat 2. Para a New Skies o satélite é conhecido por NSS-K-TV, NSS-6, a Sinosat designava o mesmo de Sinosat-1B com transponders para locação de volta para a Intelsat como APR-3, Para a Hellas Sat como HellasSat 2 antes do lançamento em 2003. | Foi cancelado. Posteriormente foi lançado como HellasSat 2. Para a New Skies o satélite é conhecido por NSS-K-TV, NSS-6, a Sinosat designava o mesmo de Sinosat-1B com transponders para locação de volta para a Intelsat como APR-3, Para a Hellas Sat como HellasSat 2 antes do lançamento em 2003. | Foi cancelado. Posteriormente foi lançado como HellasSat 2. Para a New Skies o satélite é conhecido por NSS-K-TV, NSS-6, a Sinosat designava o mesmo de Sinosat-1B com transponders para locação de volta para a Intelsat como APR-3, Para a Hellas Sat como HellasSat 2 antes do lançamento em 2003. | Foi cancelado. Posteriormente foi lançado como HellasSat 2. Para a New Skies o satélite é conhecido por NSS-K-TV, NSS-6, a Sinosat designava o mesmo de Sinosat-1B com transponders para locação de volta para a Intelsat como APR-3, Para a Hellas Sat como HellasSat 2 antes do lançamento em 2003.    |
| Outros |                                    | | | | | | | |
| Marisat F2 | Hughes                             | 10-06-1976 | Delta 2914 | Canaveral LC-17A | | Retirado | 29-10-2008 | Ex-Inmarsat, Hughes, Lockheed. |
| SBS-6 | Hughes                             | 12-10-1990 22:58:18 | Ariane 44L | Kourou ELA-2 | | Retirado | 02-2009 | Ex-Satellite Business Systems. |